# Hans-Dieter von Meibom
Hans-Dieter von Meibom (* 27. Oktober 1941 in Berlin) ist ein deutscher Manager.

## Leben
Die Vorfahren seiner Familie Meibom wurden 1755 zu Wien nobilitiert. Der Großeltern waren Hans von Meibom, Ehrenkommendator des Johanniterordens, und Elisabeth Strübing, die Eltern der Jurist Hanspeter von Meibom, Rechtsritter des Johanniterordens, und Irmgard Stoltenhoff. Hans-Dieter von Meibom selbst studierte ebenso Rechtswissenschaften, in München und Würzburg. 1962 wurde er Mitglied des Corps Vandalo-Guestphalia Heidelberg. Seine berufliche Laufbahn begann im Bankwesen. In den 1970er und 1980er Jahren stand er in der Abteilung Mergers & Acquisitions der WestLB später beim Bankhaus Metzler in verantwortlicher Position. 1988 war er Gründer der Kapitalbeteiligungsgesellschaft Palladion in Frankfurt am Main.
Seit 1978 ist er wie seine direkten Vorfahren ehrenamtlich im Johanniterorden tätig, war von 1995 bis 2000 Kommendator der Rheinischen Genossenschaft und von 2000 bis 2014 der Ordenskanzler der Kongregation. Zudem ist er Schatzmeister der Johann-Bernhard-Mann-Stiftung, die an Schüler und Studenten mit evangelischer Grundhaltung Stipendien zur Unterstützung der Berufsausbildung vergibt.

## Ehrungen
- 2012: Verdienstkreuz am Bande der Bundesrepublik Deutschland